# 卡爾弗拉克河
51°49′34″N 6°14′14″E / 51.82612°N 6.237223°E
卡爾弗拉克河（德語：Kalflack），是德國的河流，位於該國西部，處於北萊茵-威斯特法倫州，屬於萊茵河的支流，河道全長36公里，流域面積228平方公里。